# Козолупов Семен Матвійович
Семен Матвійович Козолупов (10 квітня (22 квітня) 1884, станиця Краснохолмська — 18 квітня 1961, Москва) — російський і радянський віолончеліст, музичний педагог. Народний артист РРФСР (1946).
Через вивих лівої руки не міг продовжити навчання грі на скрипці і був змушений змінити інструмент. Його першим учителем гри на віолончелі ще в Оренбурзі став музикант-любитель полковник російської армії В. М. фон Кох.
У 1904—1907 роках навчався в Санкт-Петербурзькій консерваторії у О. В. Вержбіловича і І. І. Зейферта. З 1908 по 1912 і з 1924 по 1931 рік був солістом оркестру Большого театру. У 1911 році виграв конкурс віолончелістів в Москві, присвячений 50-річчю Російського музичного товариства, брав участь в Московському струнному квартеті, грав в камерних ансамблях. У 1912—1916 і в 1921—1922 роках викладав в Саратовській консерваторії (директор консерваторії в 1921—1922), в 1916—1920 роках — в Київській консерваторії, нарешті, з 1922 року до самої смерті — в Московській консерваторії (з 1923 року — професор, у 1936—1954 роках — завідувач кафедрою віолончелі). Серед учнів Козолупова — Мстислав Ростропович, Святослав Кнушевицький, Федір Лузанов, Валентин Фейгін, Валентин Берлінський і багато інших видатних віолончелістів.
Виконання Козолупова відрізнялося великою віртуозністю і глибоким, повним звучанням. Під його редакцією були випущені в друк багато творів для віолончелі композиторів епохи бароко і маловідомих російських авторів.